# Öster-Kroksjön, Jämtland
Öster-Kroksjön är en sjö i Bräcke kommun i Jämtland och ingår i Ljungans huvudavrinningsområde. Sjön har en area på 0,167 kvadratkilometer och ligger 397,8 meter över havet. Öster-Kroksjön ligger i Havmyren Natura 2000-område. Sjön avvattnas av vattendraget Gimån.

## Delavrinningsområde
Öster-Kroksjön ingår i det delavrinningsområde (695314-146558) som SMHI kallar för Utloppet av Öster-Kroksjön. Medelhöjden är 419 meter över havet och ytan är 4,73 kvadratkilometer. Det finns inga avrinningsområden uppströms utan avrinningsområdet är högsta punkten. Gimån som avvattnar avrinningsområdet har biflödesordning 2, vilket innebär att vattnet flödar genom totalt 2 vattendrag innan det når havet efter 260 kilometer. Avrinningsområdet består mestadels av skog (87 procent). Avrinningsområdet har 0,33 kvadratkilometer vattenytor vilket ger det en sjöprocent på 7 procent.